# Amarillo naranja
Amarillo naranja es el color o los colores que se perciben como intermedios entre el amarillo y el naranja, sin que uno de estos últimos predomine sobre el otro. Corresponde a la fotorrecepción de una luz cuya longitud de onda dominante se encuentre entre los 579 y 581 nm.
A la derecha se proporciona una muestra del amarillo naranja estándar.
La calabaza (Cucurbita maxima, llamada también zapallo, ahuyama y auyama) suele ser de este color debido a su contenido en betacaroteno aunque menor que el de la zanahoria, lo cual le da un matiz más amarillento.

## Sinonimia y ortografías alternativas
También se dice naranja amarillo y amarillonaranja, y puede escribirse amarillo–naranja y naranja–amarillo.

## Comparación con colores próximos
Debajo se dan muestras de las coloraciones estándar próximas al amarillo naranja, a fin de facilitar su comparación entre sí.
En los diagramas y círculos de colores de veinticuatro tonalidades, el amarillo naranja también se encuentra entre el amarillo anaranjado y el naranja amarillento.

## Propiedades
El amarillo naranja se incluye entre los colores cálidos. En el espectro newtoniano y en la representación tradicional del arco iris se agrupa con el amarillo, tercer color de esas escalas.

## Coloraciones amarillo-naranjas
| Nombre                  | Muestra | Cod. Hex. | RGB | RGB | RGB | HSV | HSV  | HSV  |
| ----------------------- | ------- | --------- | --- | --- | --- | --- | ---- | ---- |
| Amarillo Nápoles oscuro |         | #FFC94D   | 225 | 201 | 77  | 42° | 70%  | 100% |
| Ámbar                   |         | #FFBF00   | 255 | 191 | 0   | 45° | 100% | 100% |
| Amarillo Hansa oscuro   |         | #FCC300   | 247 | 159 | 0   | 39° | 100% | 97%  |
| Amarillo selectivo      |         | #FFBA00   | 255 | 186 | 0   | 44° | 100% | 100% |
| Amarillo naranja (RAL)  |         | #ED760E   | 237 | 118 | 14  | 28° | 94%  | 93%  |
| Azafrán                 |         | #F4C430   | 244 | 196 | 48  | 45° | 80%  | 96%  |
| Crema                   |         | #F8DE81   | 248 | 222 | 129 | 47° | 48%  | 97%  |
| Gutagamba               |         | #E49B0F   | 228 | 155 | 15  | 38° | 94%  | 94%  |
| Lúcuma                  |         | #FFBA14   | 255 | 186 | 20  | 42° | 92%  | 100% |
| Mostaza                 |         | #FFDB58   | 255 | 219 | 88  | 47° | 65%  | 100% |
| Yema                    |         | #FFE600   | 255 | 230 | 0   | 54° | 100% | 100% |

## Colores HTML
Los colores HTML establecidos por protocolos informáticos para su uso en páginas web incluyen tonos amarillo naranjas que se muestran debajo, llamado orange (‘naranja’) y gold (‘dorado’). En programación es posible invocarlos por su nombre, además de por su valor hexadecimal. Véase colores HTML.
|           | Orange              | Gold                |
| HTML      | #FFA500             | #FFD700             |
| RGB       | (255, 165, 0)       | (255, 215 , 0)      |
| HSV       | (39°, 100 %, 100 %) | (51°, 100 %, 100 %) |
| Protocolo | X11                 | X11                 |

## Galería

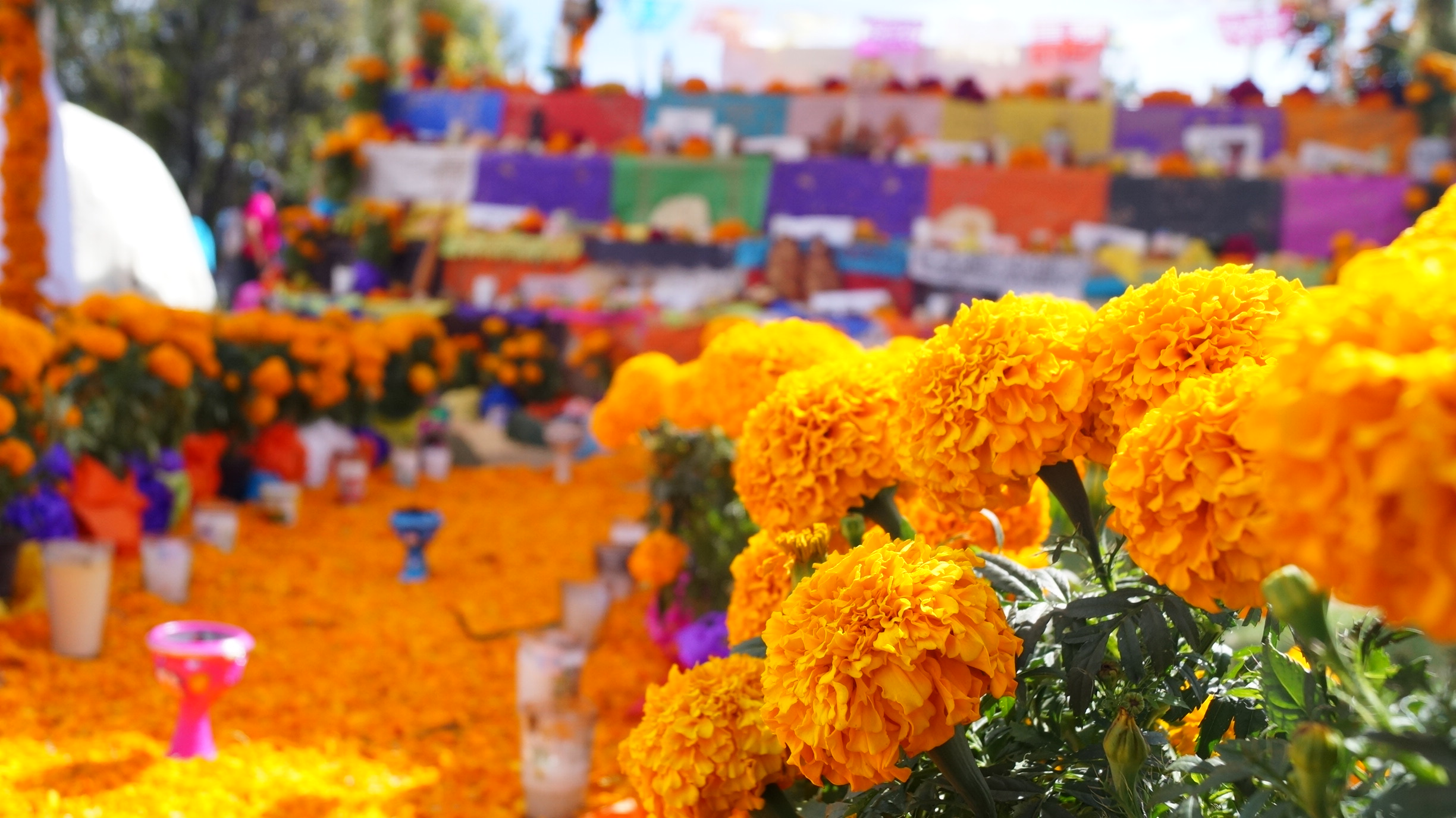
Flores de cempasúchil en la tradición mexicana
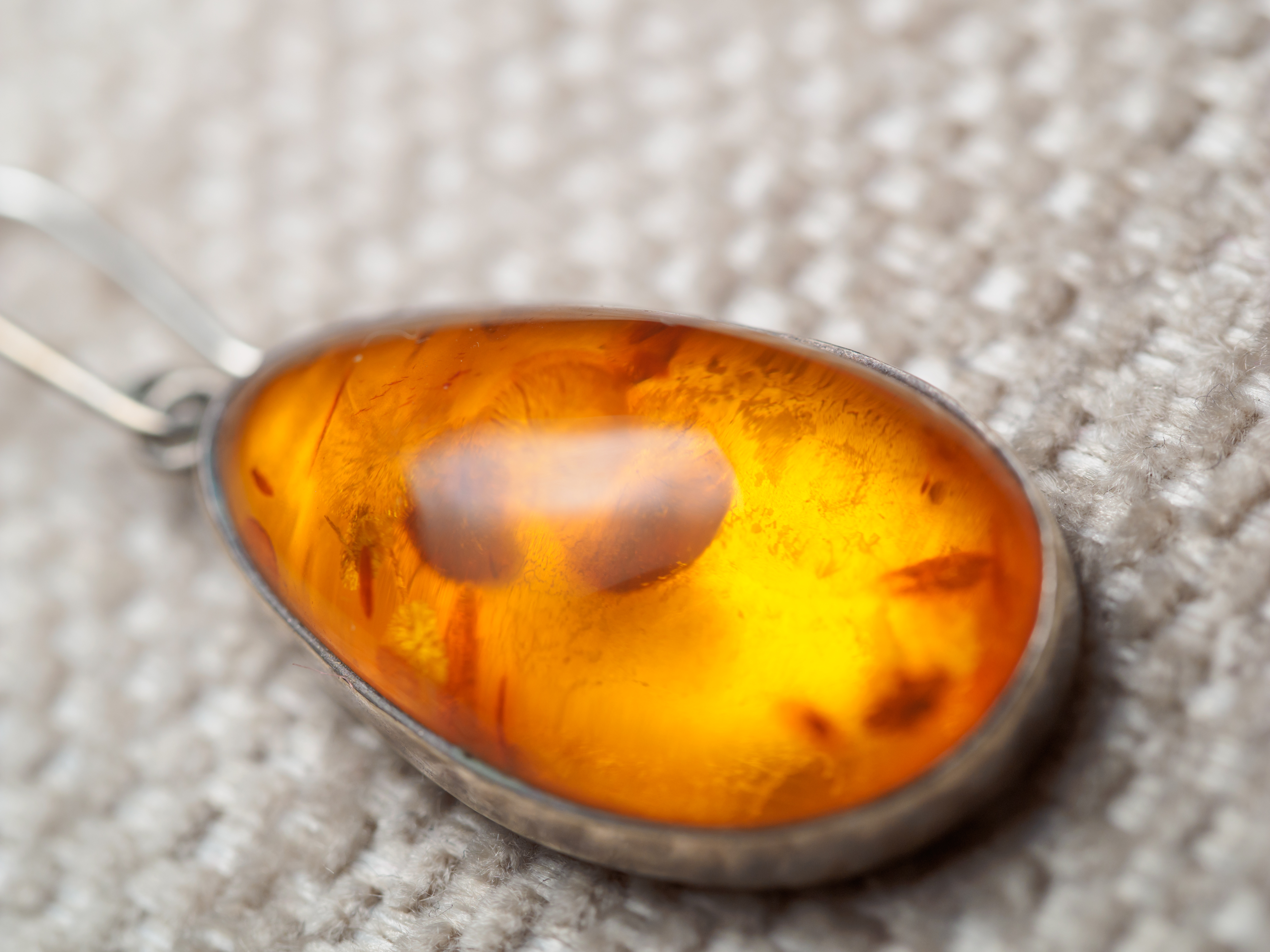
Color ámbar del ámbar
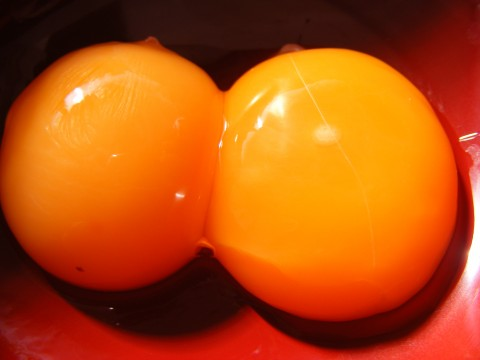
Yemas de huevo
Escudo de Armenia
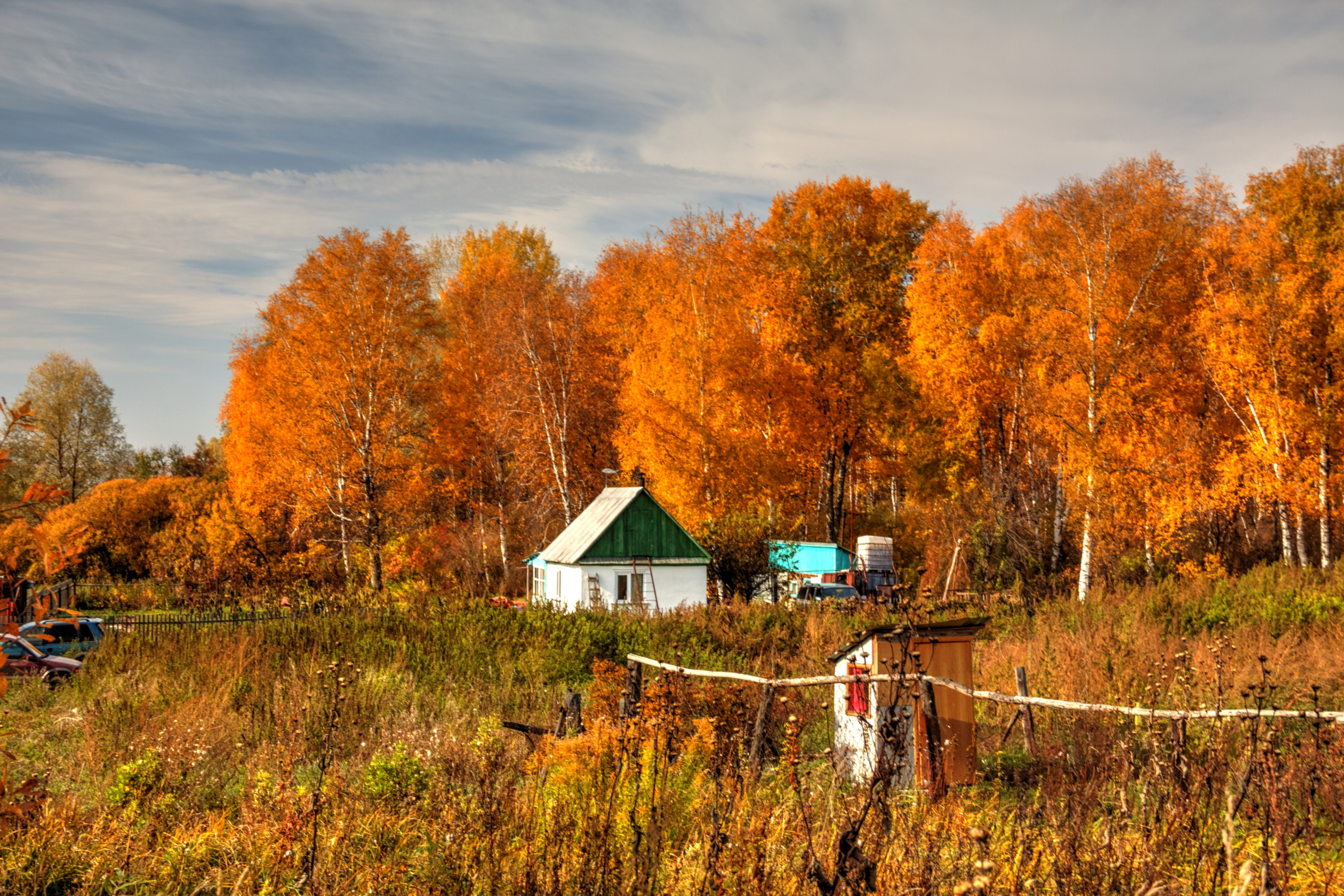
Faceta del otoño ruso
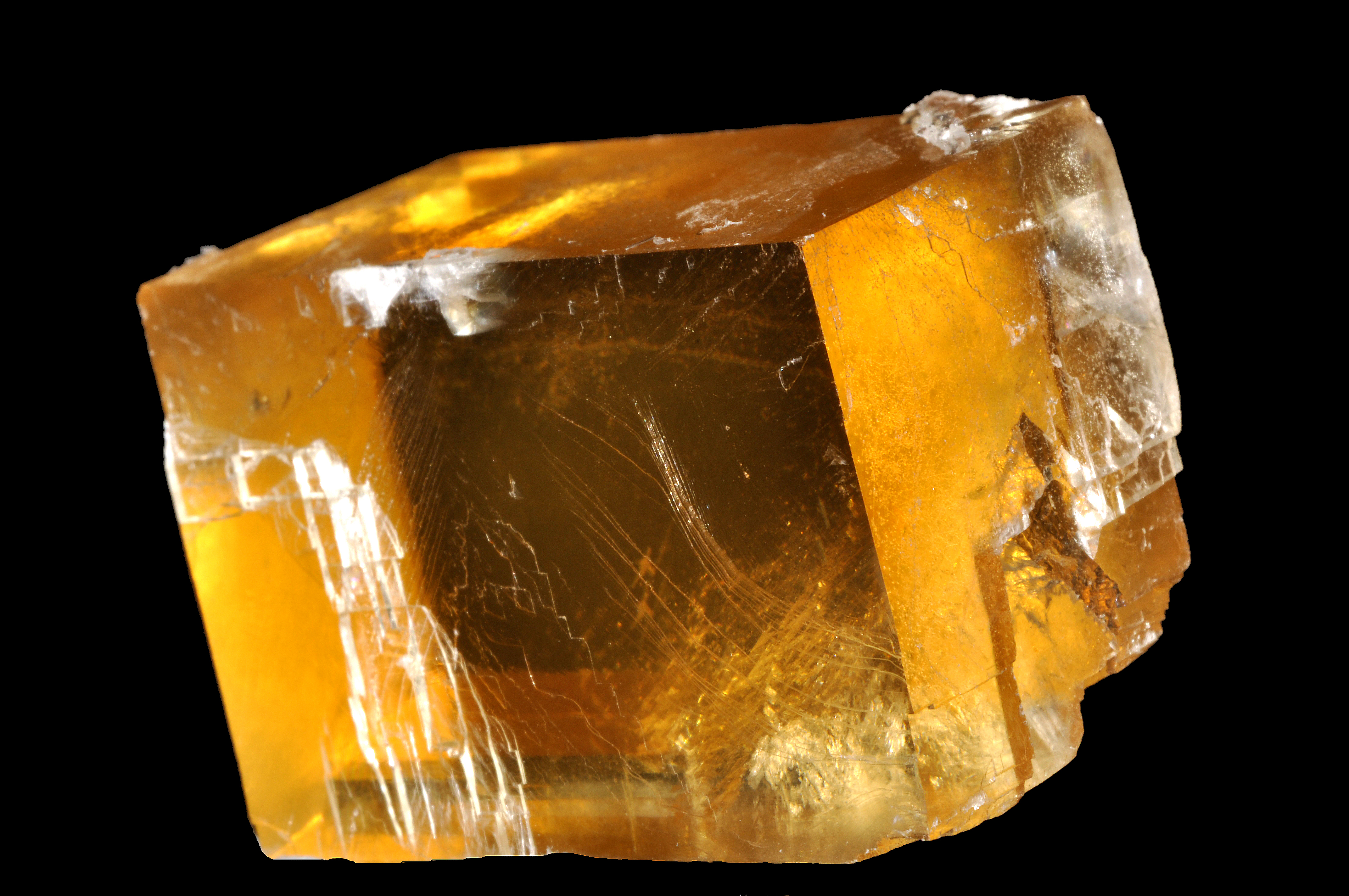
Calcita amarilla anaranjada
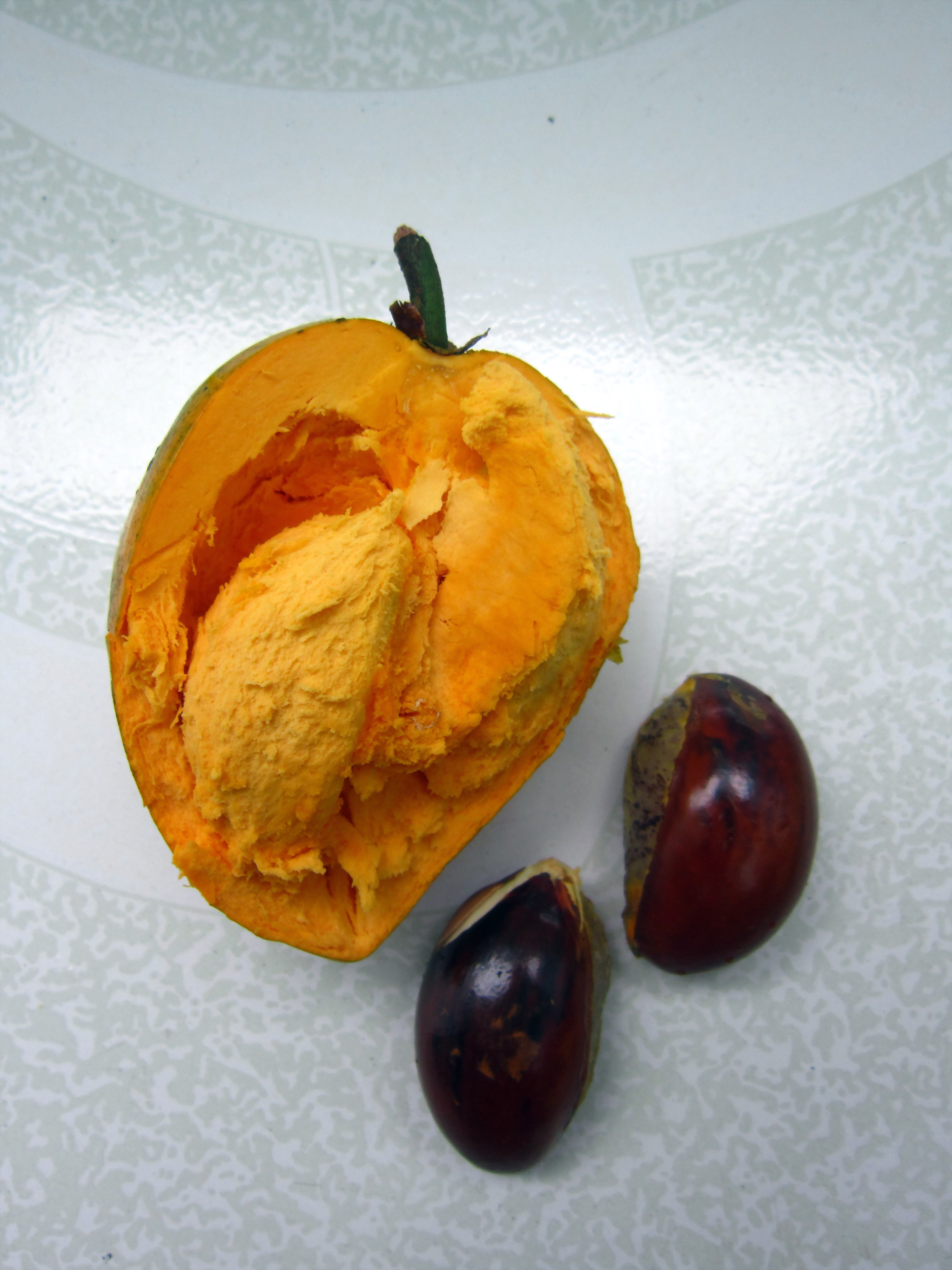
Lúcuma
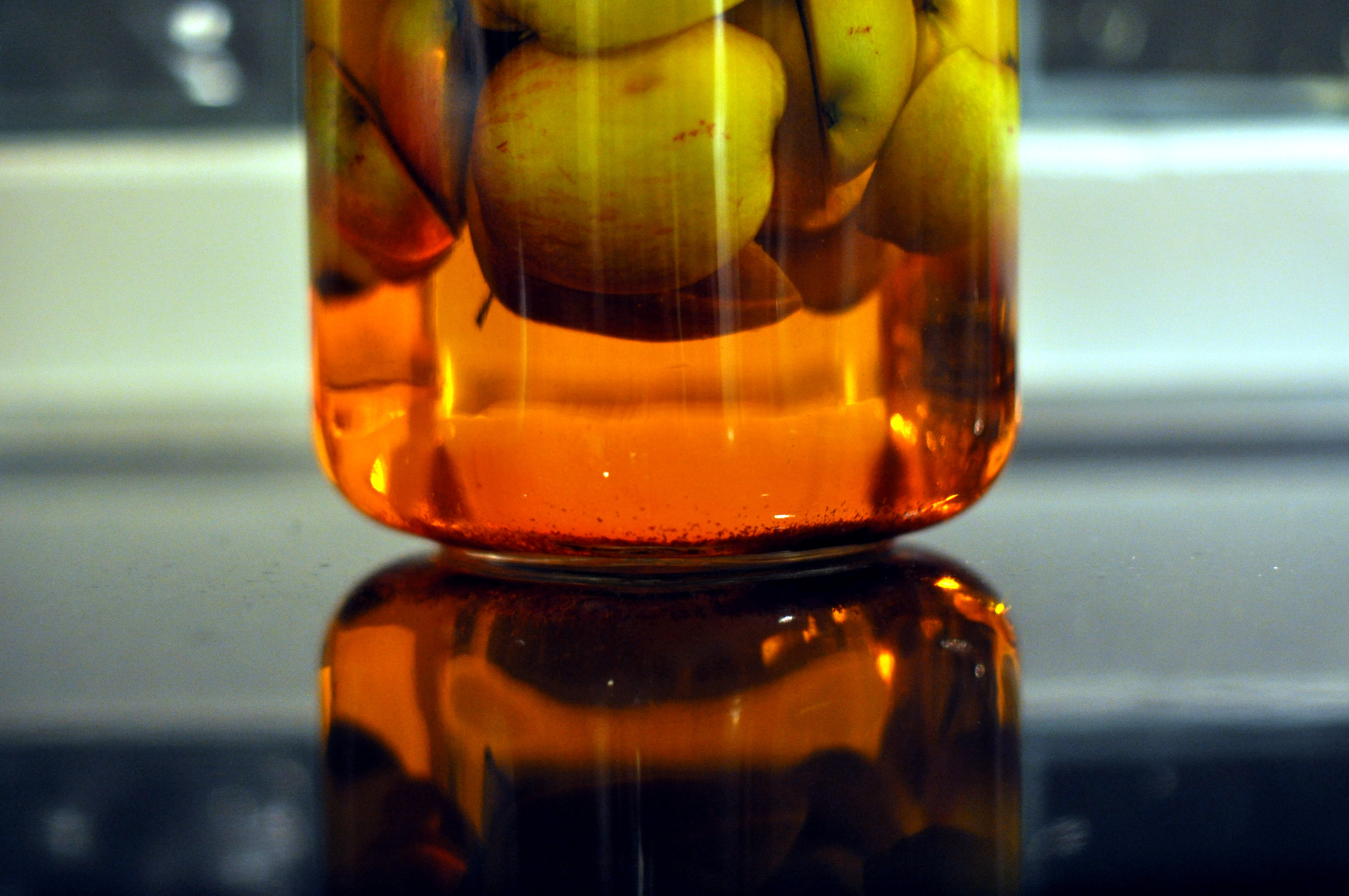
Bebida de azafrán y manzana
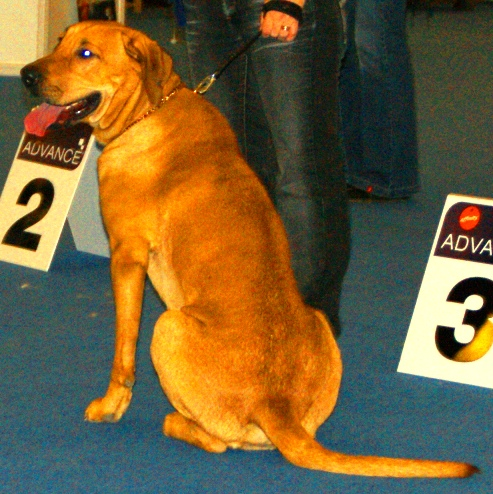
Perro raza Broholmer
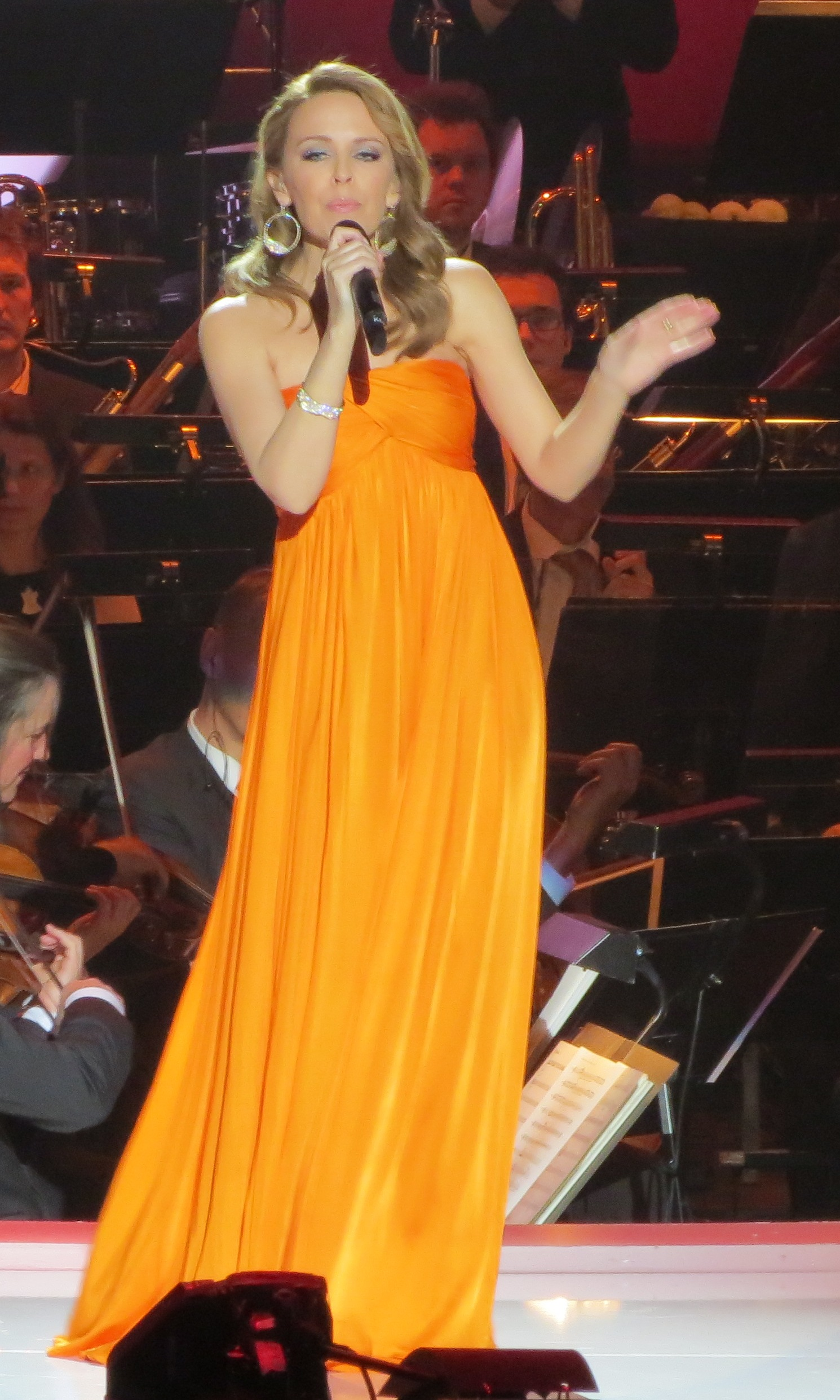
Kylie Minogue
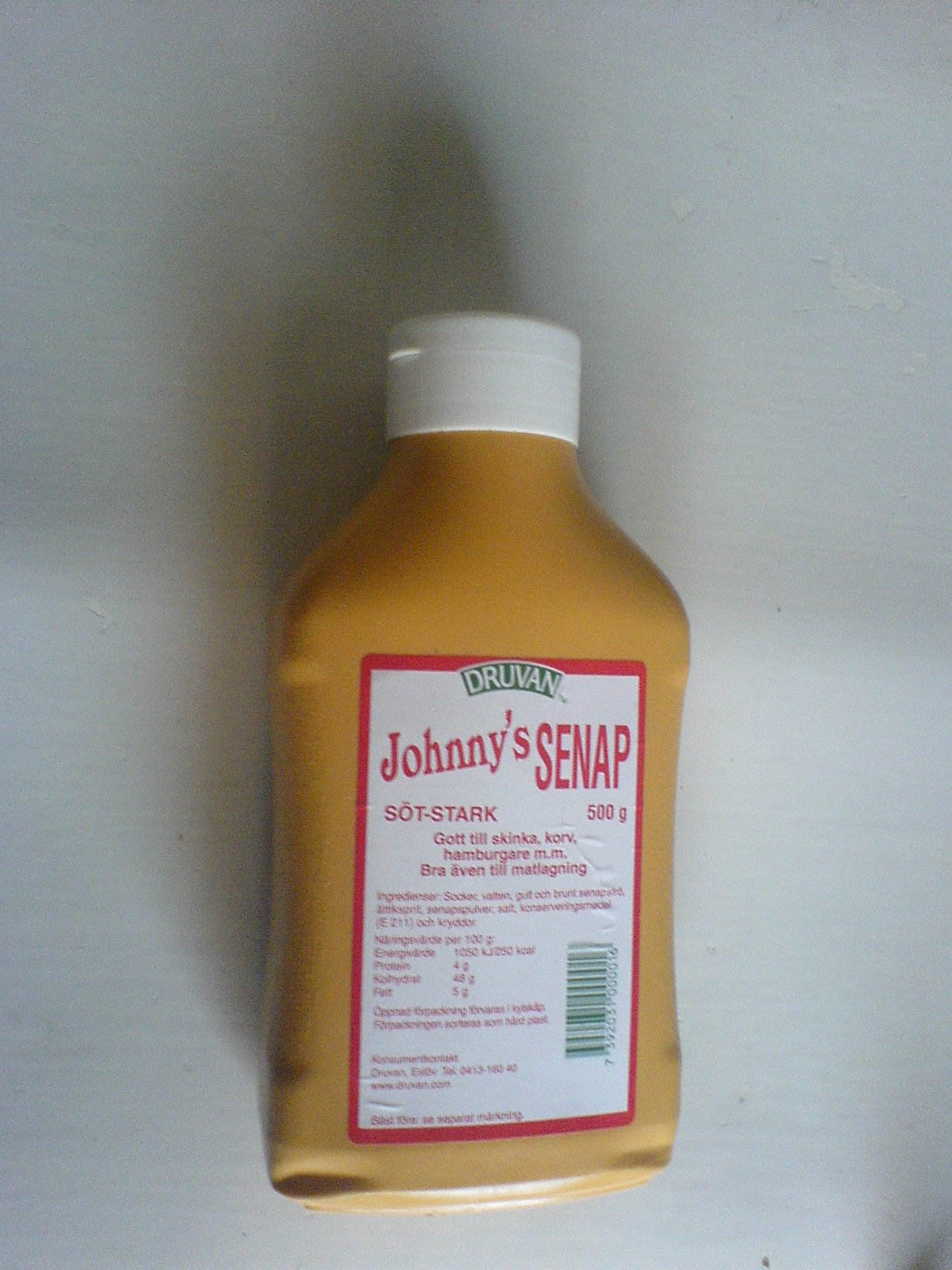
Frasco sueco de mostaza